# Шикаров, Шикар Шукюр оглы
Шикар Шукюр оглы Шикаров (азерб. Şikarov Şikar Şükür oğlu; 3 декабря 1953 — 13 июня 1992) — военнослужащий Вооружённых сил Республики Азербайджан, полковник. Национальный герой Азербайджана (1992).

## Биография
Шикар Шикаров родился 3 декабря 1953 года в городе Баку, Азербайджанской ССР. В 1961 году поступил в первый класс средней общеобразовательной школы № 164. В 1971 году завершил обучение в средней школе № 46 Насиминского района города Баку. В том же году поступил в Бакинское высшее общевойсковое командное училище. В 1975 году завершив обучение с дипломом отличия, лейтенант Шикар Шикаров был направлен для дальнейшего прохождения службы на Дальний Восток. В 1986 году он стал слушателем Военной академии имени Фрунзе. В 1989 году завершил обучение в академии и в звании подполковника, был назначен  в Киевский военный округ начальником штаба полка в городе Луганск. Одновременно, в Германии, Шикаров прошел курсы усовершенствования офицеров.
После событий 20 января 1990 года он с семьёй возвращается в город Баку. Службу продолжил в должности  начальника оперативного управления штаба Гражданской обороны Азербайджана. В сентябре 1991 года был приглашен в Парламент Азербайджана для участия в разработке проекта закона «О Вооружённых силах Азербайджанской Республики». Шикаров стал одним из организаторов министерства обороны Азербайджана. В дальнейшем служил в должности заместителя начальника Генерального штаба министерства обороны. По долгу службы часто выезжал в командировки в приграничные с Арменией районы.
В марте 1992 года для проведения военной операции в бывшем Шаумянкенде, Шикар Шикаров добровольно направился в Геранбойский район. Здесь Шикар разрабатывал планы новых военных операций. Одной из таких операций, была работа по зачистке территорий Геранбойского и Агдеринского районов от противника. В результате боевых действий была уничтожена многочисленная живая сила и военная техника противника, а также был прекращён ракетно-артиллерийский обстрел Тертерского района.
13 июня 1992 года Шикаров направился в Тертер. В этот день ситуация в Агдере сильно обострилась. Здесь, находясь близ села Чайлы, Шикаров руководил артиллерийским боем. Это был его авторский план военной операции. В самый разгар противостояния, прямо возле Шикара разорвались два вражеских снаряда, которые нанесли смертельные ранения офицеру. Шикаров погиб.
Был женат, воспитывал двоих детей.

## Память
Указом Президента Азербайджанской Республики № 6 от 23 июня 1992 года полковнику Шикару Шукюр оглы Шикарову было присвоено звание Национального героя Азербайджана (посмертно).
Похоронен в Аллее Шехидов города Баку.
Именем Шикара Шикарова названа средняя общеобразовательная школа в селе Сундю Гобустанского района.